# Apiomeris infuscata
Apiomeris infuscata är en mångfotingart som först beskrevs av Pocock 1894.  Apiomeris infuscata ingår i släktet Apiomeris och familjen klotdubbelfotingar. Inga underarter finns listade i Catalogue of Life.